# 凱雷爾星
凱雷爾星，星表編號為 BPS CS31082-0001 ，是一顆古老的第二星族星，位於銀暈中，距離地球大約4千秒差距。它屬於極貧金屬星（金屬量 [Fe/H] = -2.9），具體而言是顆非常罕見的中子捕獲增強的恆星。它是羅傑·凱雷爾和合作者分析蒂姆· C.·比爾斯和同伴在智利托洛洛山美洲天文臺使用柯帝士的施密特望遠鏡觀測的資料發現的。他們使用在歐洲南方天文臺位於智利帕拉納的甚大望遠鏡（VLT，Very Large Telescope）的高解析光譜儀以確定元素豐度。以釷-232和鈾-238的比率確定它的年齡，它被估計為125億年左右，使它成為已知最古老的恆星之一。
相較於其它的極貧金屬星，r-過程豐富的恆星（例如CS22892-052、BD +17° 3248、HE 1523-0901），CS31082-001有著高豐度的錒系元素（Th、U），但鉛的豐度低的令人驚訝。

## 外部連結
- SIMBAD-Entry (SIMBAD)
- arXiv: Measurement of stellar age from uranium decay（页面存档备份，存于）, R. §Cayrel et al.
- R-Process Cosmo-Chronometers